# Łunochod

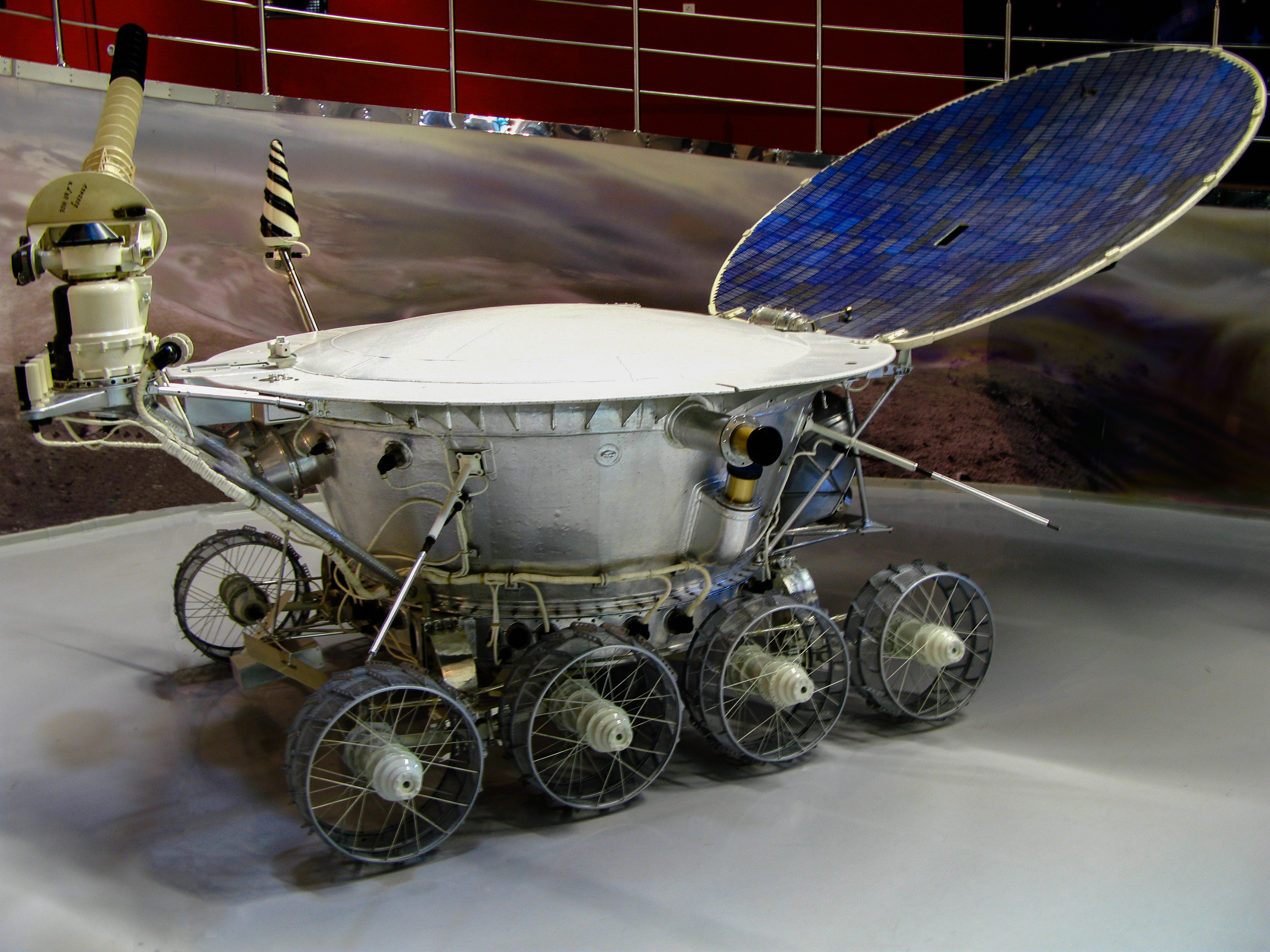
Model pojazdu Łunochod

Łunochod (ros. Луноход – chodzący po księżycu; technicznie 8EŁ) – bezzałogowy, sterowany z Ziemi radziecki pojazd przeznaczony do badań Księżyca (skał i gruntu oraz do robienia zdjęć). Był odpowiedzią ZSRR na sukces załogowych misji amerykańskich na przełomie lat 60. i 70. Były to pierwsze łaziki używane w badaniach kosmicznych.

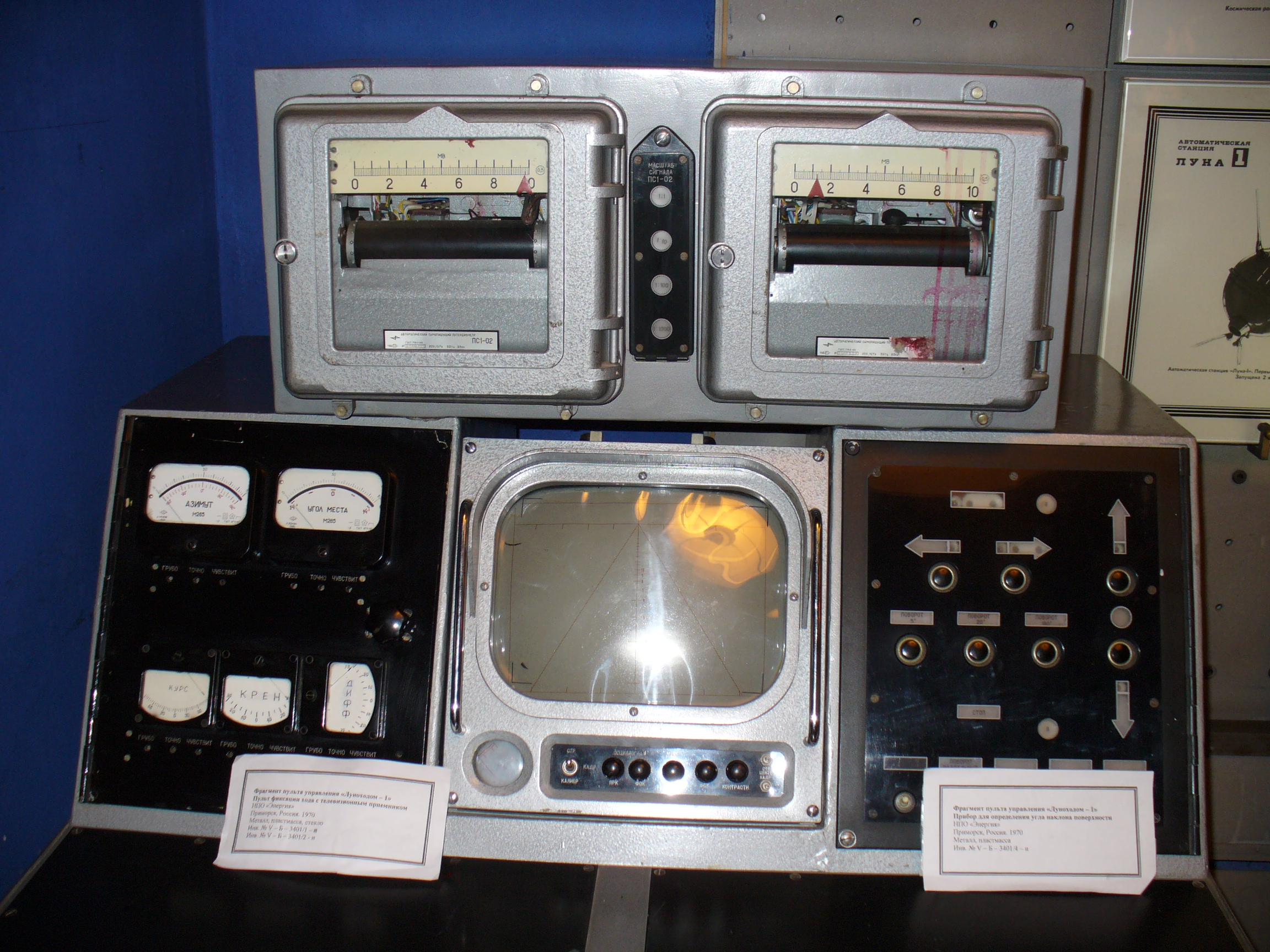
Panel sterowania Łunochoda 1

W ramach programu Łuna zbudowano cztery takie pojazdy (wysłano trzy z nich, a na Księżyc dotarły dwa):
- 19 lutego 1969 – Łunochod 201 (rakieta nośna z tym Łunochodem uległa zniszczeniu poprzez uderzenie w ziemię tuż po starcie)
- 10 listopada 1970 – Łunochod 1 (na statku Łuna 17)
- 8 stycznia 1973 – Łunochod 2 (na statku Łuna 21)
- 1977 – Łunochod 3 (na statku Łuna 25 – misja ta została anulowana i łazik pozostał na Ziemi)

## Łunochod – zabawka
W latach 70., niedługo po rozpoczęciu misji Łunochoda 1, rozpoczęto w ZSRR produkcję zabawek w kształcie tego pojazdu. Miniaturowe Łunochody miały blaszane nadwozia i blaszaną, ruchomą ramę; koła, pokrywę, imitacje kamer i mniejsze elementy wykonano z plastiku. Łaziki napędzane były dwoma silnikami elektrycznymi – jeden silnik napędzał koła po jednej stronie pojazdu. Zabawki wykonywane były w dwóch wersjach, różniących się kolorami i sterowaniem – ze sterowaniem zewnętrznym, za pomocą pilota połączonego z pojazdem kablem lub ze sterowaniem automatycznym, za pomocą zabudowanego „na pokładzie” w specjalnym, szczelnym plastikowym pudełeczku układu elektronicznego „Elektronika-1”.
Wyposażony w ten układ Łunochod-zabawka po włączeniu zasilania przejeżdżał kilkadziesiąt centymetrów do przodu, następnie obracał się o 90 stopni w prawo, potem w lewo, po czym zatrzymywał się i wydawał po 3 dźwięki niskie i wysokie (i cykl rozpoczynał się od nowa). „Elektronika-1” rytmicznie włączał i wyłączał również samochodową żaróweczkę, umieszczoną we wnętrzu maszyny i służącą za źródło światła dla bocznych czerwonych lampek pojazdu. Obie wersje zabawki były zasilane czterema bateriami dającymi napięcie 6 woltów.
Miniaturowe Łunochody trafiały na eksport m.in. do PRL-u. W ZSRR cena zabawki wynosiła 20 rubli.